# Juana Castellaro
Juana Castellaro (Lomas de Zamora, 29 de marzo de 2005) es una jugadora argentina de hockey sobre césped. Es integrante de la Selección nacional con la que ganó la medalla de bronce en los Juegos Olímpicos de París 2024 y la medalla de oro en los Juegos Panamericanos de 2023.

## Carrera deportiva
Formada en el Club Atlético River Plate de Buenos Aires. En 2021 fue convocada a integrar la selección nacional juvenil, Las Leoncitas, participando para disputar la Copa Mundial Junior de ese año donde salieron quintas y la Copa Mundial de 2023 donde se consagraron subcampeonas.
En 2023 fue convocada a integrar la Selección mayor, participando en la Hockey Pro League.
En 2023 integró la Selección que compitió en los Juegos Panamericanos donde ganó la medalla de oro y logró la clasificación a los Juegos Olímpicos de París 2024.
En los Juegos Olímpicos de París 2024, consiguió ganar la medalla de bronce luego de haber caído en semifinales ante la Selección de Países Bajos y vencido a Bélgica en la tanda de penales 3 a 1 en el partido por el tercer puesto.